# Mahmud Şevket Paixà
Mahmud Şevket Paşa (Bagdad, 1856 - Constantinoble, 11 de juny de 1913) fou un general, ministre i gran visir otomà.

## Biografia
Va nàixer en una família georgiana establerta a l'Iraq i arabitzada. El seu pare Ketkhudazade Suleyman fou mutasarrif de Bàssora; la seva mare era àrab de la família al-Farukhi; Mahmud va estudiar a Bagdad i va ingressar a l'escola militar d'Istanbul on se l'anomenava Arab Mahmud per ser quasi un àrab. Es va graduar amb el número 1 el 1882 i fou destinat a l'estat major amb grau de capità, ascendent progressivament (comandant el 1886, coronel el 1891, general de brigada el 1894, general de divisió el 1901, i general d'exèrcit el 1905). El 1905 fou nomenat governador de Kosovo, conflictiu districte de la província de Macedònia, on fou un administrador inflexible, eficaç i imparcial.
Després de la proclamació de la Constitució (juliol de 1908), fou nomenat cap del III Exèrcit a Salònica i el novembre fou designat inspector general a Rumèlia succeint a Hüseyin Hilmi Paşa. L'abril de 1909 va esclatar la contrarevolució a Istanbul i Mahmud va sortir de Salònica i la va aplanar sense pietat. Va permetre un govern civil el maig dirigit per Hüseyin Hilmi Pasha però tenia el poder com a comandant de la llei marcial i inspector general dels tres primers cossos de l'exèrcit, refusant sotmetre's a l'autoritat d'aquest govern, que a més no podria controlar el pressupost militar. Això va crear certa tensió amb el CUP (Ittihad we Teraki Djemiyyeti, Comitè Unió i Progrés) al que havia salvat l'abril de 1909. El 12 de gener de 1910 va ser designat gran visir İbrahim Hakkı Paşa, que va provar d'establir la seva autoritat sobre el general nomenant-lo ministre de Guerra, però l'octubre, quan el ministre de Finances va voler controlar el pressupost de Guerra, Mahmud va dimitir i la crisi es va haver d'arranjar sota les indicacions del general que va excloure una vegada més el pressupost de Guerra del control de l'executiu presidit com a gran visir per Küçük Mehmed Said Paşa, i amb Mahmud com a ministre de Guerra.

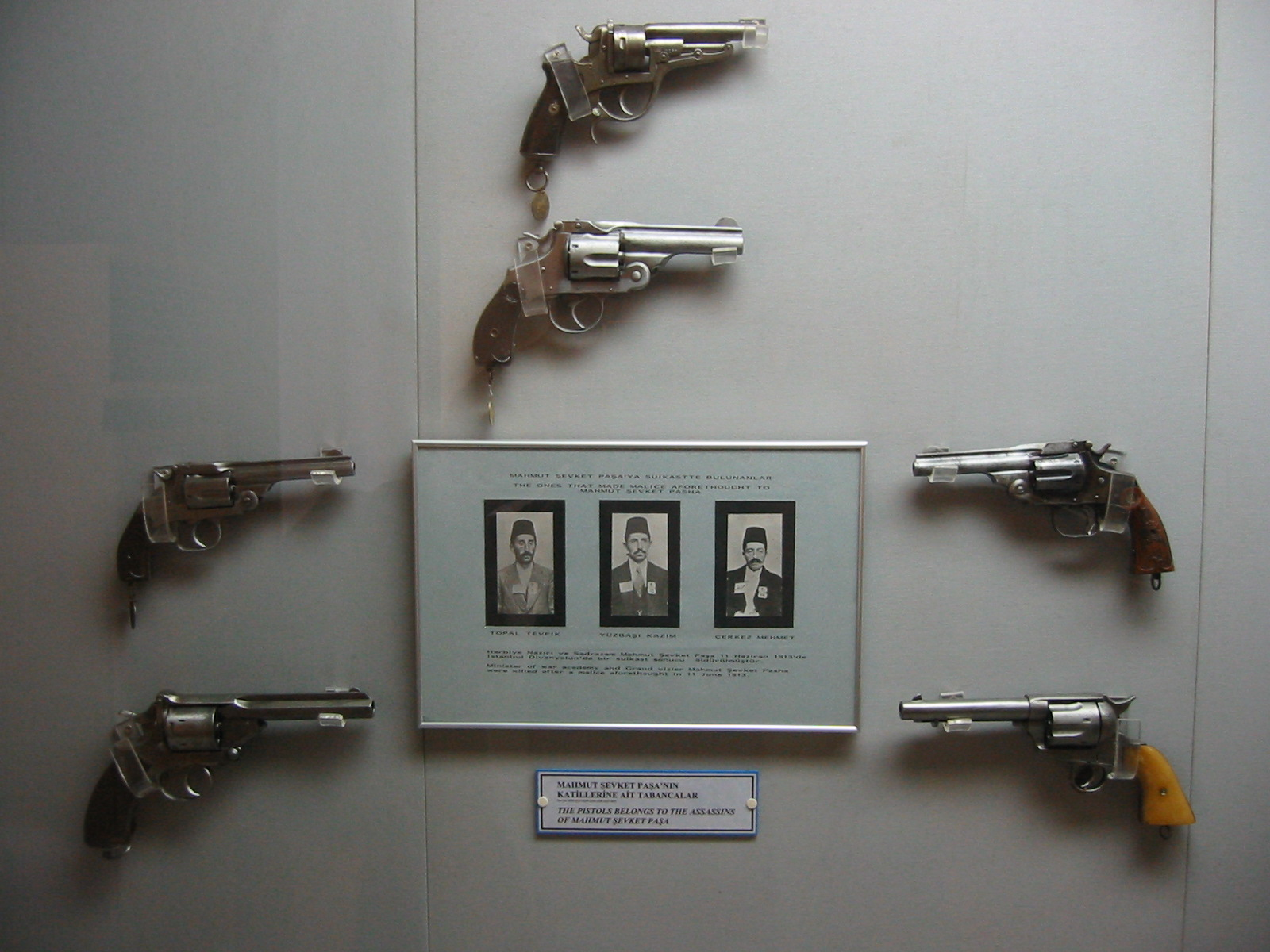
Les pistoles que duien els assassins de Mahmud Şevket Paşa

A l'inici del 1911 van esclatar revoltes a Albània, el Iemen i Macedònia. La premsa va fer circular el rumor que Mahmud volia donar un cop d'estat i instaurar una dictadura militar, però va refutar aquesta acusació a l'Assemblea Nacional.
La derrota en la guerra iniciada el setembre del 1911 contra Itàlia per Trípoli de Barbaria i el Dodecanès va debilitar la seva posició i la del Comitè Unió i Progrés. A la primavera del 1912 l'oposició a la política de Mahmud i del CUP havia augmentat a l'exèrcit. Mahmud Şevket Pasha va fer votar diverses lleis repressives però res va reeixir. El 9 de juliol de 1912 va dimitir com a ministre de Guerra però va conservar el comandament militar. El 17 de juliol dimitia el gran visir Küçük Mehmed Said Pasha que fou substituir el 22 de juliol per Ahmet Muhtar Paşa. Va ser destituït el 29 d'octubre de 1912 i el va succeir Kıbrıslı Mehmed Kâmil Paşa (que ocupava el càrrec per quarta vegada).
El 23 de gener de 1913 el CUP va prendre el poder. Mahmud Şevket Pasha fou nomenat gran visir i ministre de Guerra el mateix dia. Se li va encarregar reorganitzar l'exèrcit, repetidament derrotat arreu, i per la seva iniciativa va anar a Turquia una missió militar alemanya dirigida per Liman von Sanders. El 26 de març de 1913 va caure Edirne (Adrianòpolis) i l'oposició liberal va accelerar els seus plans per enderrocar al CUP i dins d'aquesta conspiració Mahmud Şevket Paşa va ser assassinat l'11 de juny de 1913 quan anava en cotxe a la Sublim Porta.